# Muzeum Historii Naturalnej w Handeloh
Muzeum Historii Naturalnej w Handeloh (niem. Naturkundliches Museum und Schulungsstätte "Alte Schmiede") – prywatne muzeum przyrodnicze zlokalizowane w miejscowości Handeloh na terenie Dolnej Saksonii i Pustaci Lineburskiej.
Właścicielem kolekcji jest dr Klaus Hamann, który od wczesnych lat zainteresowany był tematyką przyrodniczą. Placówka powstała w 1993 (lub 1994) i prowadzona jest na zasadzie wolontariatu. Znajduje się w budynku dawnej kuźni pochodzącej z 1885. Mieści największą prywatną kolekcję przyrodniczą w północnych Niemczech. Środki na funkcjonowanie placówki gromadzi m.in. stowarzyszenie wspierające muzeum. 
W kolekcji znajduje się ponad 500 historycznych tablic ściennych, prezentujących zwierzęta, a najstarsze z nich wykonano w 1845. Ekspozycja prezentuje też wypchane zwierzęta od albatrosów po hipopotamki karłowate, 200 gatunków ssaków, dużą kolekcję owadów i pajęczaków, 387 gatunków ptaków rodzimych dla Niemiec, około 2000 czaszek zwierzęcych (od słoni po morświny). Na wystawie pokazywanych jest tylko 5% zbiorów, a reszta jest przechowywana w magazynie. Kolekcja małży i ślimaków liczy 7000 egzemplarzy i pochodzi częściowo z XIX wieku.
Muzeum wykonuje zadania dydaktyczne dla okręgu Harburg, w tym szkolenia dla dzieci, laików i zaawansowane, dla ekspertów (np. z chwytania dzikich zwierząt dla straży pożarnych).